# Oklevél-hamisítások az Anjou korban
Az Anjou korban az oklevél vált a peres eljárások legfőbb bizonyító eszközévé. Ugyanis nem csak az ügylet végkimenetelét, hanem az adott ügynek a lépéseit is rögzítették benne. Így a bíróságokon elengedhetetlenné vált, hogy a peres felek oklevelekkel tudják igazolni azt, hogy nekik van igazuk. Ez a folyamat eredményezte az oklevelek és ezzel párhuzamosan az oklevélkiadó intézmények számának növekedését. Ehhez kötődik még a hiteleshelyi pecséthasználat és ezeknek a pecséteknek az autentikussá válása. Jelentősen befolyásolta a hiteleshelyeket I. Lajos király 1351. évi törvénye, amelyben - a hatalmi visszaélések kiküszöbölése érdekében - korlátozta a hiteleshelyek számát azáltal, hogy felülvizsgálta a pecséthasználati jogukat.
I. Károly trónra kerülését követően valamint a háborús időszak elmúltával, mindenki igyekezett rendezni korábbi birtokaik körül kialakult kaotikus helyzetet. Míg az ezt megelőző korban a szóbeliség volt a domináns addig I. Károly idejére már az írott oklevelek számítottak perdöntő bizonyítéknak. Így nem meglepő, hogy egy olyan helyzetben amikor mindenki próbálja visszaszeretni, ami korábban az övé volt, megnövekedett a hamis oklevelek száma. Nekik szükségük volt a birtokukra, a bíróságnak meg a bizonyítékra így kézenfekvő volt, hogy a megoldást a hamis oklevelek fogják jelenteni.

## A kolozsmonostori konvent esete
I. Lajos király a birtokhatárokat okleveles bizonyítékok alapján akarta meghúzni, azonban a kolozsmonostori konvent nem rendelkezett ilyen iratokkal, mivel korábban megsemmisültek. Így arra a következtetésre jutottak, hogy kénytelenek valahonnan előteremteni azokat a birtokpereket igazoló papírokat. István deák közreműködésével elkészítették a szükséges okleveleket, amelyek hamisítottak voltak, de tartalmaztak valós információkat. A hamisítás gyanújának a bebizonyításával a hiteleshely elveszítette hitelességét valamint hiteles pecsétjét. A pert követően pedig István deákot kivégezték.

## Középkori oklevélvizsgálat
Akkoriban még a legfőbb bizonyítéknak a hiteles pecsétet tekintették, de koncentráltak az oklevél külső jegyeire, különlegességeire is. Vagy ha már maga a szöveg zavaros és érthetetlen volt, nagyobb valószínűséggel nyilvánították hamisnak. Tovább növelte az irat bizonyító erejét annak eredetisége. Mivel a perben állók követelhették a másik féltől az eredeti oklevél tényleges bemutatását. Mellesleg ezen bukott el a kolozsmonostori konvent nagyszabású hamisítása is. Tehát az oklevélnek lehetett hamis a szövege és a pecsétje is. A szövegmódosítását kétféle technikával végezték. Az egyik a szöveg részleges módosítása. Ennek drasztikusabb változata, amikor az eredeti szöveget levakarták és helyére újat írtak. Ezt nevezzük interpolációnak. A pecsétet úgy lehetett könnyen hamisítani, hogy egy másik iratról leszedett pecsétet erősítettek a hamisítványra. Ennek kiküszöbölésére alkalmazták a titkos jeleket.
Az 1498. évi törvény egyik részlete, amely kimondta, hogy a „káptalan vagy convent mind ama tagjainak, kik hamisítás idején mint ebben közreműködők jelen lesznek, homlokukra és mindkét orcájukra a tüzes pecsét bélyegét süssék. És, hogy ezenfelül az ilyenek javadalmaikat legott elveszítsék.” De a megfigyelt hamisítási ügyek kapcsán kimutatható, hogy csak a tényleg nagyszabásúnak számító hamisításokat büntették ilyen radikálisan. Van olyan eset, amikor az illető bár elveszíti birtokait lehetőség van arra, hogy családtagjai visszaszerezzék. De még arra is van példa, hogy a hamisító királyi kegyben részesül és minden büntetés alól mentesül.